# Tracció a les quatre rodes

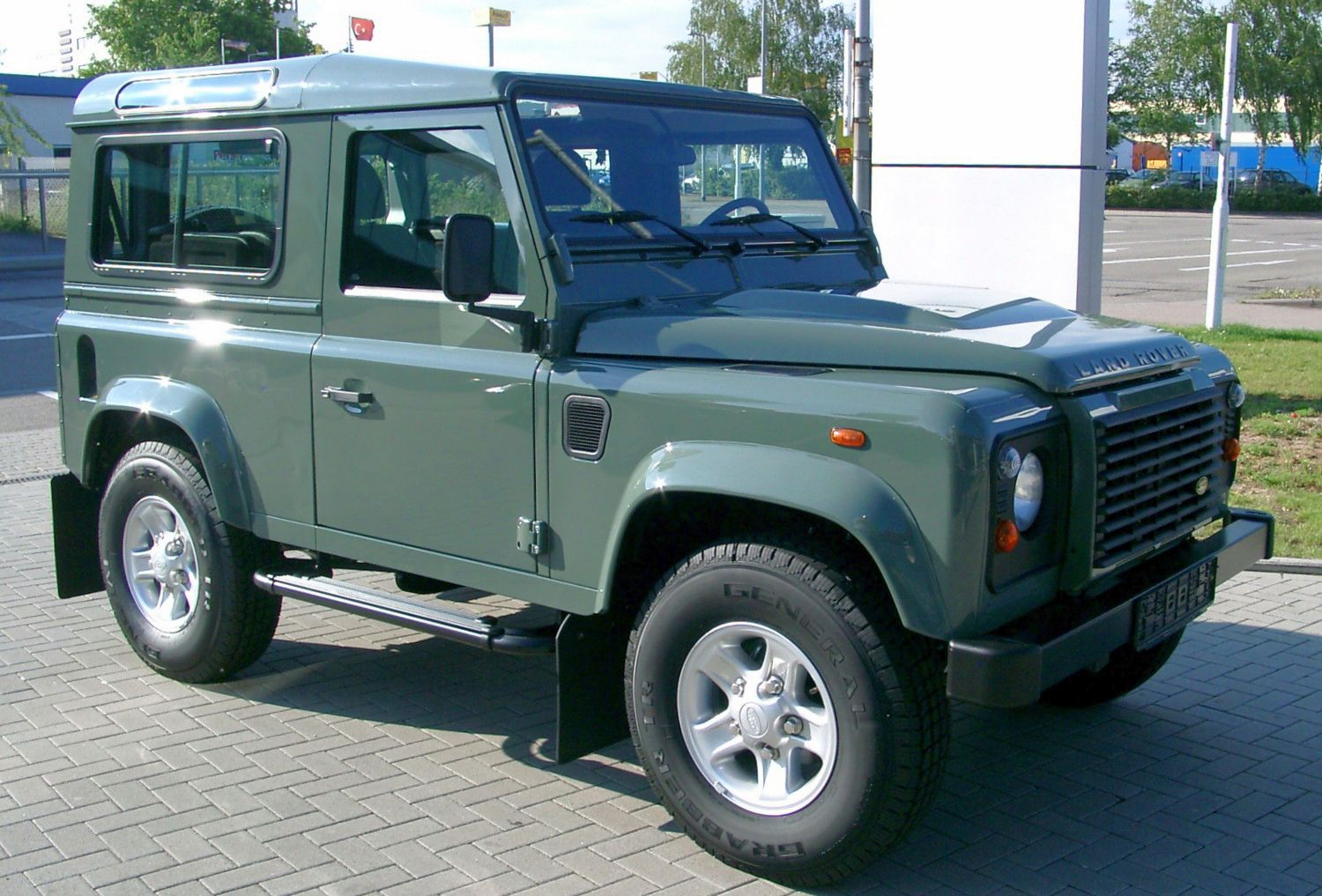
El Land Rover Defender amb tracció a les quatre rodes.

La tracció a les quatre rodes o tracció total, generalment abreujada com 4x4  o 4WD, és un sistema de tracció en un automòbil en el qual totes les rodes poden rebre simultàniament la potència del motor. La majoria dels automòbils tot terreny i pickups tenen tracció a les quatre rodes, i també alguns turismes i esportius.

## Sistemes

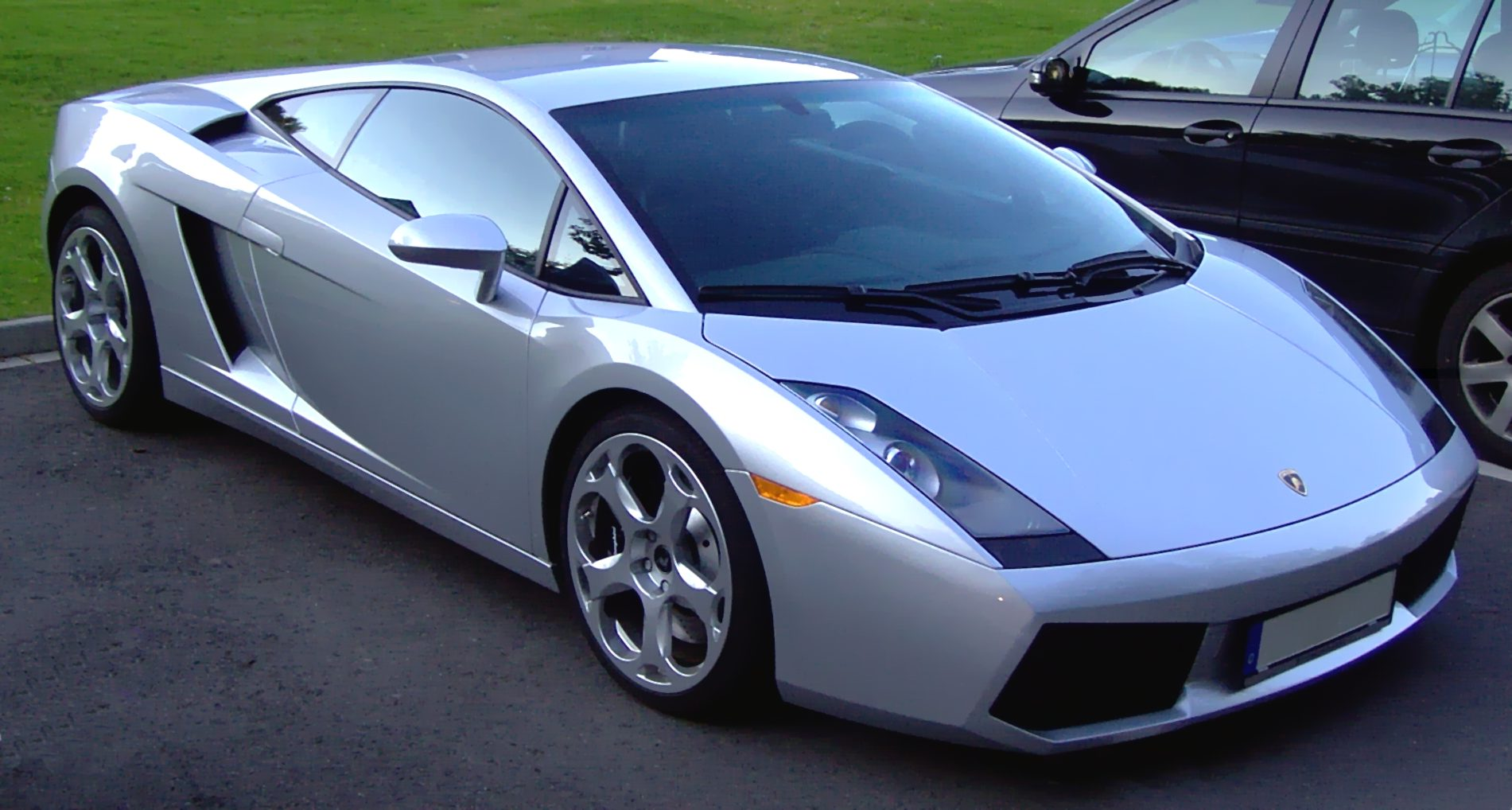
Lamborghini Gallardo, un esportiu amb tracció total (integral) a les quatre rodes.

### AWD (Full time AWD)
Aquest sistema de tracció total, també conegut com a integral, distribueix sempre la força de tracció a les quatre rodes. La força de tracció del motor es transmet al diferencial central a través de la transmissió, i des d'aquí a les quatre rodes. A més, el diferencial central absorbeix les diferències de rotació de les rodes davanteres i de les posteriors, controlant el fenomen de frenada en prendre corbes tancades.

### 4WD (Part time 4WD)
Aquest sistema, més comú en vehicles tipus camió, pot desconnectar del motor a un eix, segons la voluntat del conductor o d'acord amb les condicions de la carretera. Els automòbils més potents i grans solen mantenir la tracció a les rodes del darrere, mentre que els més petits i menys potents canvien a tracció davantera.
En un sistema 4WD parcial, la força de tracció del motor es transmet a la caixa de la transferència a través de la transmissió. Quan es selecciona 2WD, la força de tracció es distribueix a dues rodes i quan se selecciona 4WD, la força de tracció es distribueix a les quatre rodes. En alguns tipus de 4WD, en seleccionar 4WD, el conductor pot seleccionar 4high, que emet la força de tracció normal o 4low (Marxa Reductora), que s'utilitza quan el vehicle requereix una força de tracció particularment gran.
Per seleccionar 2WD o 4WD es poden utilitzar uns botons o bé una palanca més petita que la utilitzada per seleccionar velocitats. Això no vol dir que seleccions una marxa diferent o canviïs alguna cosa en el motor sinó que només jugues amb el diferencial

## Plataformes

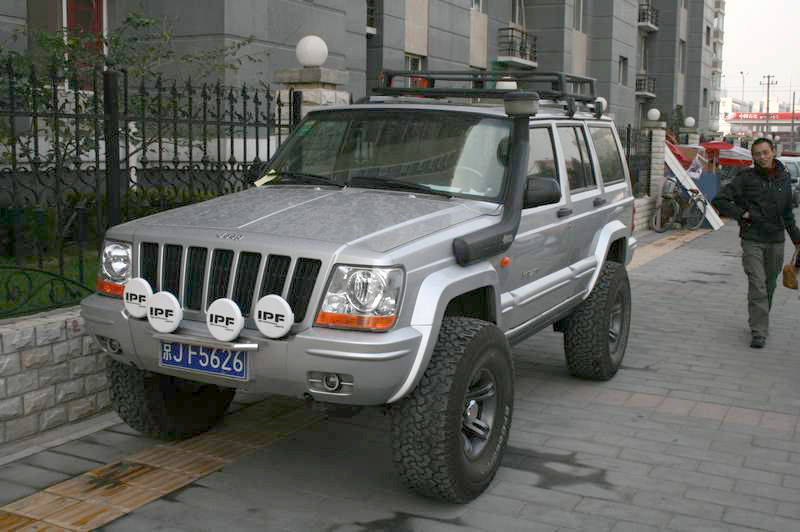
Jeep Cherokee.

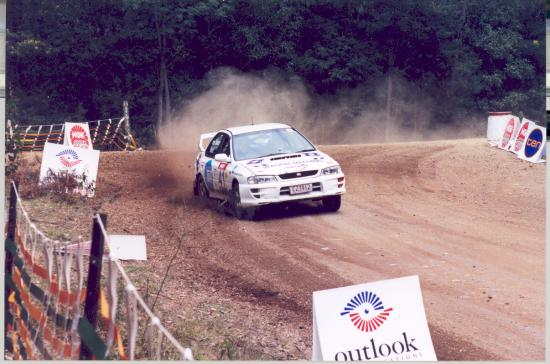
Un cotxe de rally Subaru Impreza amb tracció total (integral) utilitzada per tracció en terra solta.

La majoria de les configuracions de tracció a les quatre rodes deriven de vehicles de motor davanter amb tracció a dues rodes i el sistema 4x4 afegit. Aquestes cauen en les dues següents categories:

### Plataforma tracció posterior
- Motor davanter/Tracció a les quatre rodes

Els sistemes 4x4 derivats del «Motor davanter/Tracció posterior», en general com una opció o en automòbils de turisme, esportius i segments de vehicles esportius utilitaris. Precursors dels models actuals inclouen el Jensen FF, Jeep Cherokee i Land Rover Defender.

### Plataforma tracció davantera
- Motor transversal-davanter/Tracció a les quatre rodes
- Motor longitudinal-davanter/Tracció a les quatre rodes

Els sistemes 4x4 basats en plataforma de «Motor davanter/Tracció davantera» amb motors transversals o longitudinals, en general com una opció o en models De-luxe, esportius i segments de vehicles esportius utilitaris compactes, com a exemple, els motors transversals del Mitsubishi 3000GT i Toyota RAV4 i els motors longitudinals de la gamma Audi Quattro i la major part de la línia de Subaru.

## Qualitats

### Tracció en terrenys relliscosos
Cada pneumàtic d'un vehicle 4WD té força d'adherència sobrant, quan el vehicle pren una corba en una carretera relliscosa, no es produeix derrapatge de les rodes motrius i el vehicle mostra un excel·lent rendiment en prendre corbes. Un tracció davantera podria perdre tracció en les rodes davanteres, de manera que el vehicle entraria en subviratge, mentre que un tracció posterior podria sobrevirar al perdre adherència a les rodes del darrere.

### Camins en mal estat
En camins en mal estat en què els vehicles 2WD no poden passar de forma satisfactòria, els vehicles 4WD demostren un excel·lent rendiment: si les rodes davanteres troben algun obstacle, les rodes del darrere empenyen des del darrere o si les rodes del darrere han caigut en un lloc enfangat, les rodes davanteres tiren del vehicle.